# Барнин
Барнин (нем. Barnin) — община в Германии, в земле Мекленбург-Передняя Померания.
Входит в состав района Пархим. Подчиняется управлению Кривиц. Население составляет 470 человек (на 31 декабря 2010 года). Занимает площадь 16,96 км².